# Richterich
Richterich ist einer der sieben Stadtbezirke Aachens und liegt als Vorort nordwestlich der Stadt Aachen.
Zum Stadtbezirk Richterich gehören die Ortschaften Forsterheide, Horbach, Huf, Uersfeld und Richterich. Es grenzt an den Aachener Stadtbezirk Laurensberg, den Herzogenrather Stadtteil Kohlscheid und die niederländische Provinz Limburg.
Es wird vermutet, dass die Geschichte von Richterich und Horbach lange zurückreicht, da der Name auf eine keltische Siedlung hinweist. Für die römische Zeit ist die Bezeichnung recteriacum bezeugt.

## Geschichte

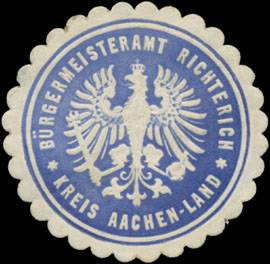
Siegelmarke des Bürgermeisteramts Richterich

Richterich liegt im Heydener Ländchen, das vom Mittelalter bis zum Ende des 18. Jahrhunderts als Herrschaft Heyden dem Herzogtum Jülich angehörte. Sitz der Herrschaft war die Wasserburg Haus Heyden in Horbach. Im 19. Jahrhundert entstand aus einem Teil der Herrschaft Heyden die Bürgermeisterei Heyden, später Bürgermeisterei oder Gemeinde Richterich genannt.
Von 1911 bis 1927 förderte die Grube Carl-Friedrich als südlichstes Bergwerk des Wurmreviers Steinkohle. Die Belegschaft betrug bis zu etwa 500 Mann. Die Förderung wurde wegen der ungünstigen tektonischen Verhältnisse und der qualitativ schlechten Kohle nach nur 16 Jahren eingestellt.
Im Rahmen der kommunalen Neugliederung wurde Richterich gemäß dem Aachen-Gesetz am 1. Januar 1972 nach Aachen eingemeindet. Die mit dem benachbarten Kohlscheid zusammengewachsenen Gemeindeteile Bank und Wilsberg mit 1119 Einwohnern wurden zusammen mit Kohlscheid nach Herzogenrath eingegliedert. Richterich wurde zu einem der neu geschaffenen Stadtbezirke Aachens und ist seither auch eine der Gemarkungen Aachens.

## Bauwerke
Zu den bedeutendsten Bauwerken gehören die im Jahr 1791 eingeweihte Kirche St. Martinus, das Schloss Schönau und die Wasserburg Haus Heyden in Horbach. In St. Martinus befindet sich die historische Maaß-Orgel von 1836. Sie ist zugleich die älteste Orgel in Aachen. Schloss Schönau beherbergt heute ein Restaurant und steht den Bürgern als kulturelles Zentrum mit verschiedenen Veranstaltungen zur Verfügung, während Haus Heyden heute zu Wohnzwecken genutzt wird.
Neben einigen Wohnhäusern aus dem 18. Jahrhundert im alten Dorfkern gibt es einige gut erhaltene alte Gutshöfe, so etwa das Gut Bau (um 1750, die Jahreszahl 1758 im Torbogen bezeichnet nur den Bau des Torgebäudes) oder den Zehnthof, beides in der Grünenthaler Straße. Von den ursprünglich drei Uersfelder Höfen sind noch zwei übrich.

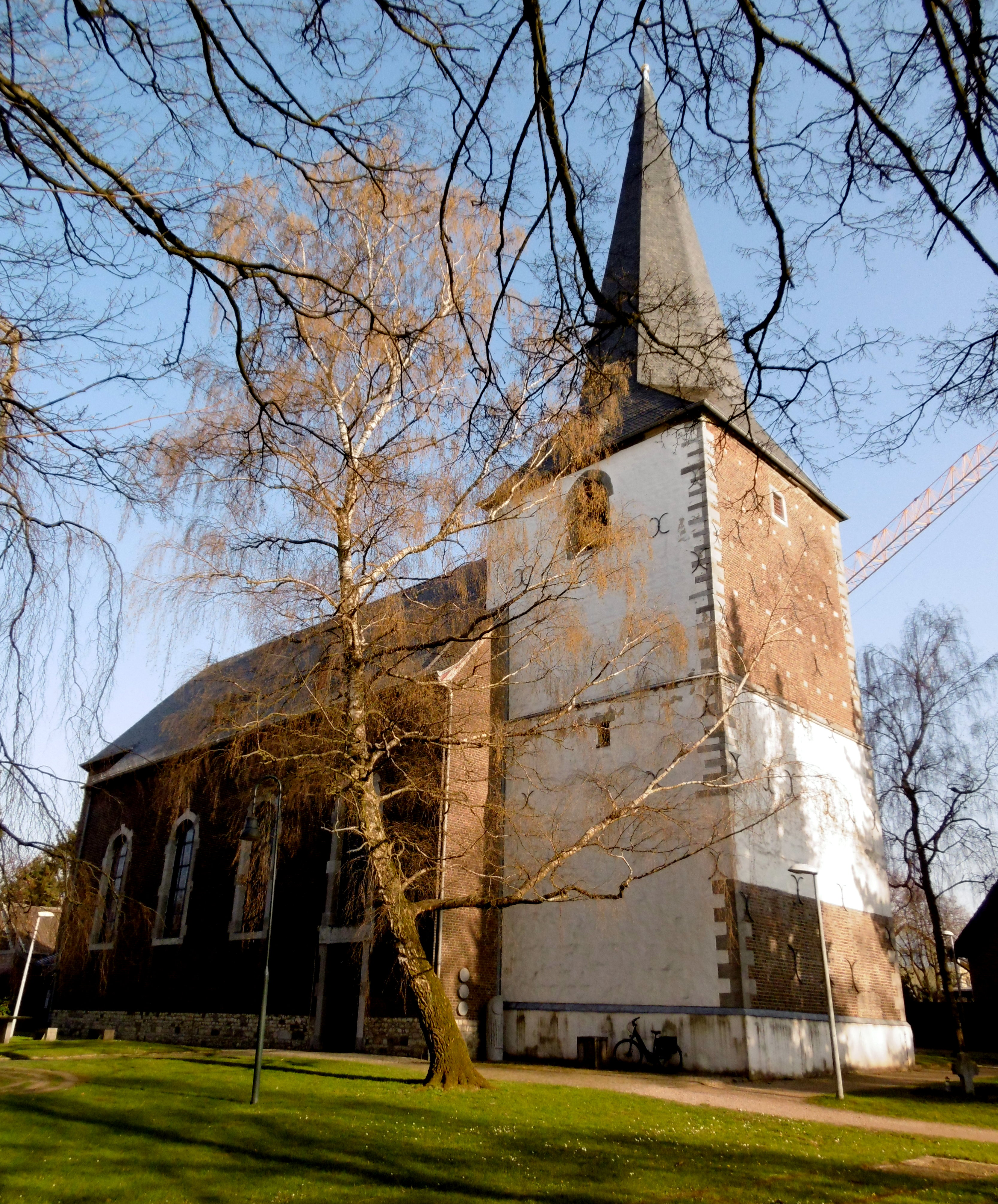
St. Martin
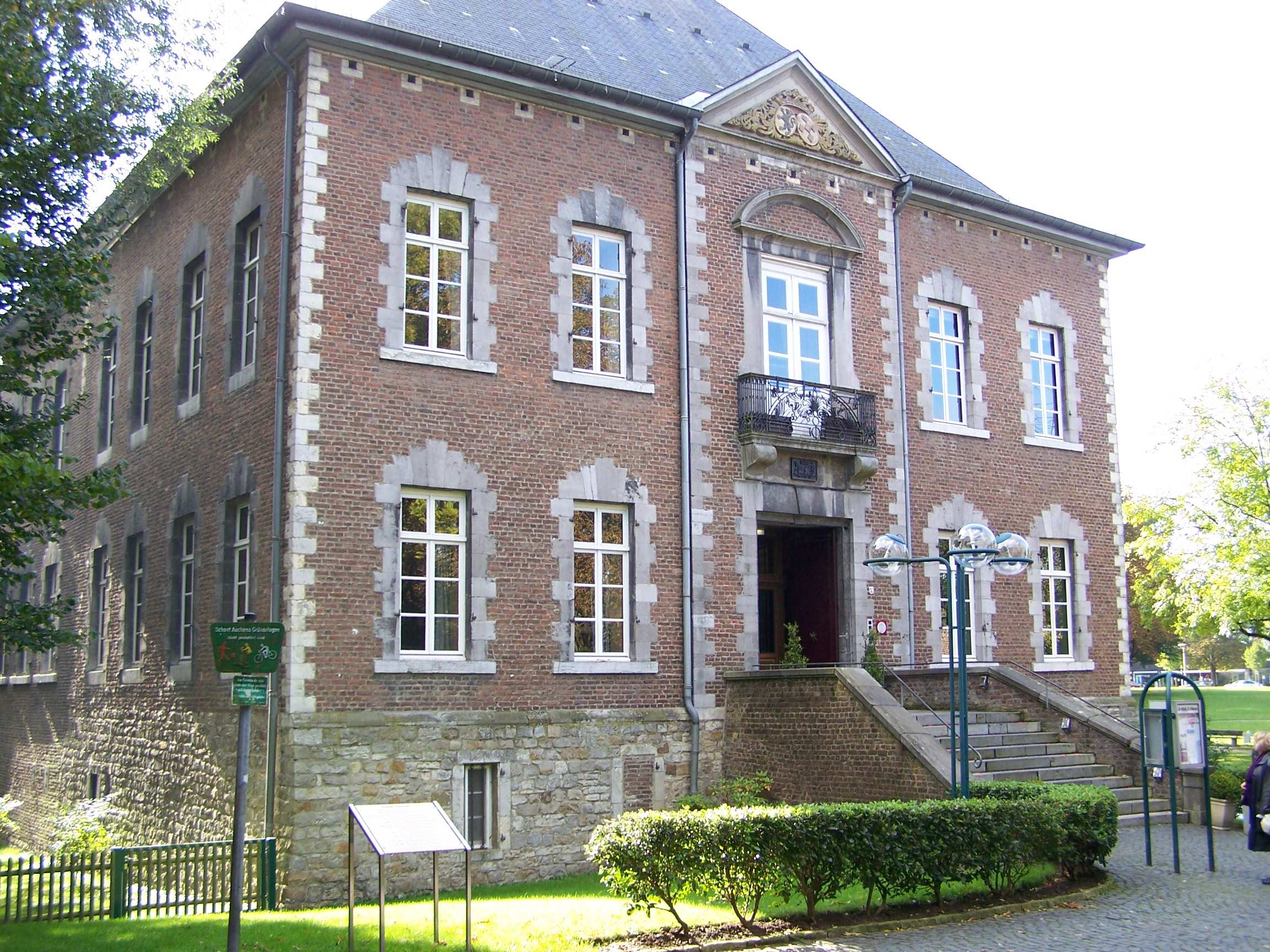
Schloss Schönau
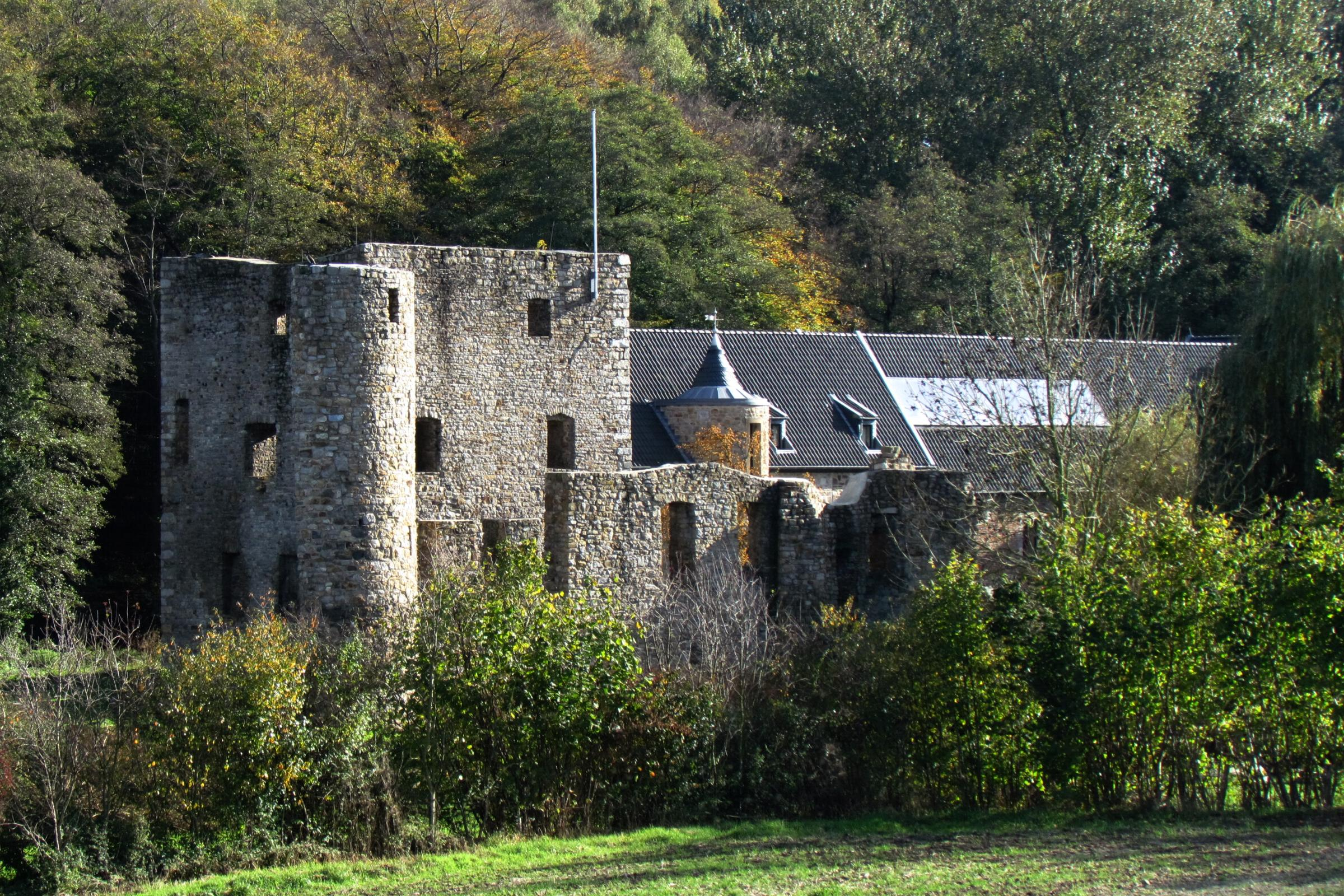
Haus Heyden
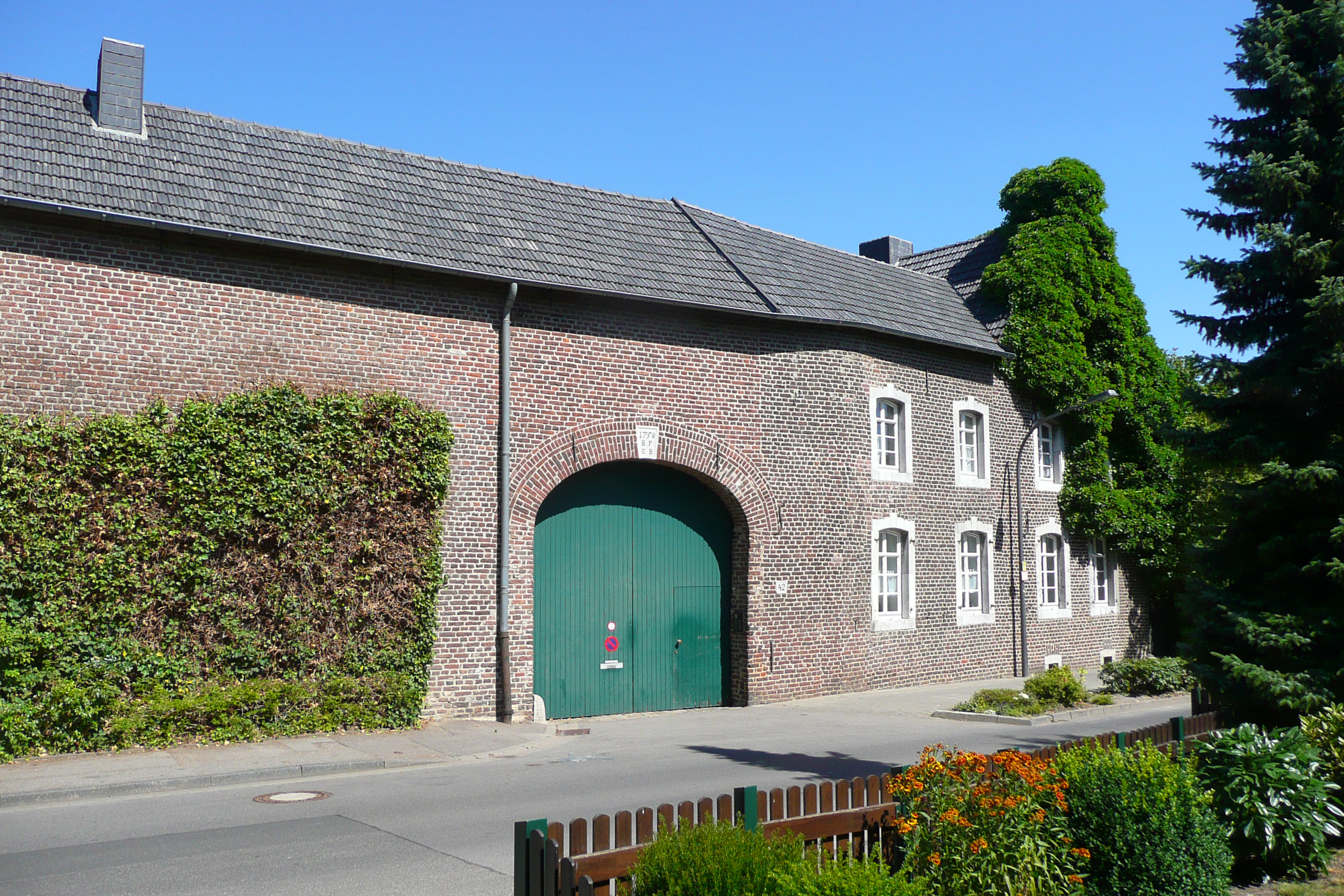
Gut Bau

## Bevölkerung
Am 31. Dezember 2024 lebten 8.733 Einwohner in Aachen-Richterich.
Strukturdaten der Bevölkerung in Richterich:
- Bevölkerungsdichte: 6,6 Einwohner je ha (Aachener Durchschnitt: 15,8 Einwohner je ha)
- Durchschnittsalter: 44,86 Jahre (Aachener Durchschnitt: 40,63 Jahre)
- Ausländeranteil: 8,3 % (Aachener Durchschnitt: 16,9 %)
- Arbeitslosenquote: 7,7 % (Aachener Durchschnitt: 8,9 %)

## Verkehr

### Straßenanbindung
Durch Richterich führt die Bundesautobahn 4, deren Anschlussstelle Laurensberg in unmittelbarer Nähe liegt. Ebenfalls durch Richterich führen die Landesstraßen L231 und L232.

### Schienenverkehr

#### Geschichte
Richterich hatte früher einen eigenen Bahnhof an der Bahnstrecke Aachen–Mönchengladbach und einen Abzweig zur Bahnstrecke Aachen–Maastricht über Vetschau. Der Personenverkehr für den Bahnhof Richterich wurde 1966 aufgegeben. 1992 wurde die Strecke nach Simpelveld stillgelegt und in Vetschau auf einer Länge von wenigen hundert Metern demontiert. Die Weiche des Abzweiges wurde ausgebaut. Heute befindet sich in Richterich nur noch eine Überleitstelle.

#### Zukunft
Es ist geplant, an der Bahnstrecke Aachen–Mönchengladbach erneut einen Haltepunkt zu errichten, der durch die Euregiobahn bedient werden soll. Voraussetzung ist die geplante Elektrifizierung der Euregiobahn. Für den Haltepunkt wurde von der Stadt Aachen, dem Aachener Verkehrsverbund, dem NVR und der DB Station&Service im Jahr 2013 eine Machbarkeitsstudie für die sog. „Nordvariante“ in Auftrag gegeben als Ergänzung zu einer bereits 2008 angefertigten Studie für eine „Südvariante“. Dazu fand eine Bürgerinformation statt.
Der Bau des Haltepunktes Richterich, die Umgestaltung des Bahnhofs Aachen West sowie den Umbau des Haltepunkts Eilendorf werden im Rahmen des EU-Projektes Citizens’ Rail mit insgesamt 550.000 Euro bezuschusst.

### ÖPNV
Der Linienverkehr in Richterich erfolgt ausschließlich durch Busse. Hier halten Fahrzeuge der AVV-Linien 7, 17, 27, 43, 44, 47, 70 und 80, sowie der Nachtbuslinie N2. Die Linien 7 und 43 starten in der Siedlung Schönau in Richterich und stellen mit der Linie 27 eine direkte Verbindung zum Bahnhof Rothe Erde dar. Die Linien 70 und 80 verlaufen nicht durch den Aachener Bushof, dennoch verbinden sie die Ortschaft mit dem Universitätsklinikum Aachen und Vaals in den Niederlanden. Die Linie 47 ist eine der Hauptlinien in Richtung Herzogenrath und verbindet damit das Zentrum Aachens mit Merkstein im Norden Herzogenraths über Laurensberg und Richterich. Die Linie 44 ist eine direkte Busverbindung mit Heerlen in den Niederlanden. Die Linie X47 bedient nicht den Ort, sondern nur die Haltestelle Ürsfeld, die noch zu Richterich gehört. Auch die Linie 54 fährt nur die Haltestelle Ferberberg an, die noch zu Richterich gehört.
Alle Linien in Richterich mit Ausnahme der Linie 27 verlaufen an der Haltestelle Berensberger Straße vorbei, die zum Aachener 7,5-City-Takt gehört, und damit ist sie der zentrale Umsteigepunkt in Richterich. Zudem wird hier der NetLiner Aachen-Nord betrieben.
| Linie | Verlauf |
| ----- | --- |
| 7     | Verlautenheide – Eilendorf Bf – Bf Rothe Erde – Frankenberger Viertel – Theater – Elisenbrunnen – Aachen Bushof – Ponttor – Laurensberg – Richterich Schönau |
| 17    | Aachen Bushof – Ponttor – Laurensberg – Richterich – (Bank –) Horbach – Locht Zollmuseum |
| 27    | Brand – Gewerbegebiet Eilendorf Süd – Forst – Bf Rothe Erde – Frankenberger Viertel – Normaluhr – Theater – Elisenbrunnen – Aachen Bushof – Ponttor – Laurensberg – Niersteiner Höfe – Vetschau – Bank |
| 43    | (Richterich Schönau /) Laurensberg Rahe – Laurensberg – Westbahnhof – Ponttor – Aachen Bushof – Elisenbrunnen – Preusweg – Hanbruch – Uniklinik |
| 44    | Schnellbus: Aachen Hbf – Elisenbrunnen – Aachen Bushof – Ponttor – Laurensberg – Richterich – Horbach (D) – Hogeschool Zuyd (NL) – Heerlen |
| 47    | (Brand –) Hüls – Kaiserplatz – Aachen Bushof – Ponttor – Laurensberg – Richterich – Kohlscheid Weststr. – Pannesheide – Straß – Herzogenrath Bf – Ritzerfeld – Merkstein |
| 54    | Diepenbenden – Burtscheid Hauptstr. – Normaluhr – Theater – Elisenbrunnen – Aachen Bushof – Eurogress – Soers – Berensberg – Rumpen – Kohlscheid Markt – Klinkheide – Pannesheide – Straß – Herzogenrath Bf – Herzogenrath Schulzentrum / Waldfriedhof / (Ritzerfeld – Merkstein – Industriegebiet Boscheler Berg) |
| 70    | Vaals Grenze – Vaalserquartier – Uniklinik – Laurensberg – Richterich – Berensberg – Eulershof – Talbot – Europaplatz – Bf Rothe Erde |
| 80    | Uniklinik – Campus Melaten – Laurensberg – Richterich – Kohlscheid Weststr. – Klinkheide – Kohlscheid Markt |
| X47   | Expressbus: Aachen Bushof – Ponttor – Kohlscheid Weststr. – Pannesheide – Straß – Herzogenrath Bf – Ritzerfeld – Merkstein |
| N2    | Nachtexpress: nur in den Nächten vor Samstagen sowie Sonn- und Feiertagen Elisenbrunnen – (Aachen Bushof – / Karlsgraben ←) Ponttor – Laurensberg – Richterich – Horbach – Locht (D) – Gracht Kerk (NL) |

## Schulen

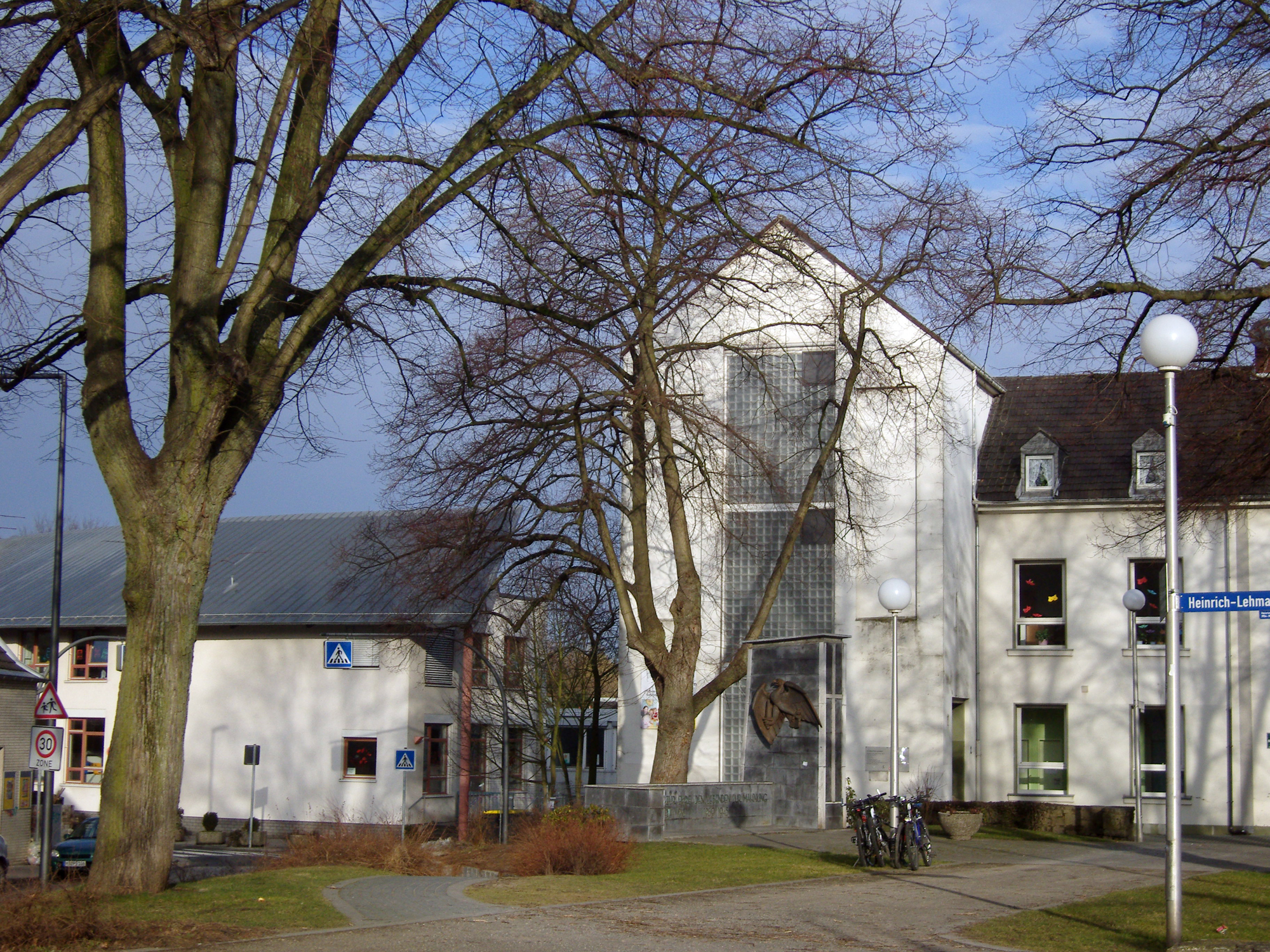
Gemeinschaftsgrundschule Aachen-Richterich

In Richterich befindet sich eine Grundschule, die GGS Richterich mit einem Teilstandort in Horbach und die KGS Horbach.

## Kindergärten
In Richterich gibt es vier Kindergärten, die städtischen Kindergärten Parkstraße, Richtericher Straße und Grünenthaler Straße sowie den katholischen Kindergarten St. Martinus, zwischen diesem und der RWTH Aachen existiert seit 2005 ein Kooperationsvertrag.

## Freizeit und Sport
In Richterich gibt es einige Sportvereine. Dazu gehören Rhenania Richterich, der SV Horbach 1919, der Turnverein Richterich 1885 e. V., der Angelsportverein Richterich und der Angelsportverein Horbach. Ebenfalls in Richterich gelegen ist der Paintballpark Aachen, der das größte Woodland-Spielfeld in Nordrhein-Westfalen mit über 10.000 m² hat.
Es gibt auch zwei Karnevalsvereine, die 1. K.G. Koe Jonge Richterich 1956 e. V. und die K. G. Horbacher Freunde 1998 e. V., einen Schützenverein, die St. Hubertus Schützenbruderschaft Richterich 1816 e. V. und den Instrumentalverein Richterich 1887 e. V. Ebenfalls existiert seit 1901 die Freiwillige Feuerwehr – Löschzug Richterich.

## Persönlichkeiten
- Eduard Freiherr von Broich (1834–1907), preußischer Landrat in den Kreisen Malmedy, Hersfeld und Hanau
- Hansgeorg Förster (1936–2018), Mineraloge und Hochschullehrer an der RWTH Aachen, der in Richterich wohnte
- Marcel Simon (* 1994), Fußballspieler, spielte bei Rhenania Richterich